# Villanueva del Río Segura
Villanueva del Río Segura er en by og kommune i det sydøstlige Spanien i Murcia-regionen. Den har et indbyggertal på 3.944 (2024) indbyggere.